# Cerodontha flavifrons
Cerodontha flavifrons este o specie de muște din genul Cerodontha, familia Agromyzidae, descrisă de Philippi în anul 1865. Conform Catalogue of Life specia Cerodontha flavifrons nu are subspecii cunoscute.